# Eleições estaduais no Espírito Santo em 1945
As eleições estaduais no Espírito Santo em 1945 ocorreram em 2 de dezembro em respeito ao decreto-lei 7.586 e numa resolução do Tribunal Superior Eleitoral editada em 8 de setembro como parte das eleições no Distrito Federal, 20 estados e no território federal do Acre. Foram eleitos dois senadores e sete deputados federais enviados à Assembleia Nacional Constituinte para elaborar a Constituição de 1946 e assim restaurar o regime democrático após o Estado Novo.
Após a vitória da Revolução de 1930 o universo político capixaba dividiu-se entre grupos que, embora favoráveis à queda de Washington Luís, eram adversários entre si e tal disputa obrigou Getúlio Vargas a escolher João Punaro Bley, militar nascido em Montes Claros e formado na Escola Militar do Realengo, como interventor federal e assim inaugurou um período de treze anos no qual o Espírito Santo esteve sob o governo do referido interventor até que o mesmo foi escolhido diretor comercial da Companhia Vale do Rio Doce em 1943. Nisso o governo foi entregue a Jones dos Santos Neves, a quem coube instalar a seção estadual do PSD.
Nascido em Muniz Freire, o advogado Atílio Vivacqua trabalhou no fórum de Cachoeiro de Itapemirim antes de sua graduação pela Universidade Federal do Rio de Janeiro. Professor da Universidade Federal do Espírito Santo e da Universidade Federal do Rio de Janeiro, trabalhou na consultoria jurídica da Companhia Siderúrgica Nacional e foi secretário-geral da Ordem dos Advogados do Brasil por onze anos a partir de 1933. Jornalista e escritor, integrou a Associação Brasileira de Imprensa. Em 1920 foi eleito vereador em Cachoeiro do Itapemirim e como presidente da Câmara Municipal tornou-se prefeito interino. Eleito deputado estadual em 1921, 1924 e 1927, foi secretário de Educação no governo Aristeu Borges de Aguiar. Não pôde assumir o mandato de deputado federal para o qual foi eleito por causa da Revolução de 1930 e em 1933 teve sua eleição invalidada por ter sido secretário de estado, no entanto foi eleito deputado estadual em 1934. De volta à política após o fim do Estado Novo, foi eleito senador pelo PSD em 1945. Fora dos meios políticos viria a ser conhecido como irmão de Luz del Fuego.
Engenheiro responsável por obras inerentes ao abastecimento d'água nas cidades do Rio de Janeiro e São Paulo, Henrique Novaes nasceu em Cachoeiro de Itapemirim e dirigiu os serviços de energia elétrica e saneamento em Vitória, cidade da qual foi prefeito por quatro anos a contar de 1916. Trabalhou depois no Nordeste do Brasil e em Minas Gerais antes de partir rumo ao exterior. De volta ao Brasil reassumiu a prefeitura da capital capixaba em 1945, deixando o cargo a tempo de eleger-se senador pelo PSD em dezembro do mesmo ano.

## Resultado da eleição para senador
Números colhidos no Tribunal Superior Eleitoral indicam a apuração de 204.331 votos nominais.
| Candidatos a senador da República | Primeiro suplente de senador | Número | Coligação           | Votação | Percentual |
| --------------------------------- | ---------------------------- | ------ | ------------------- | ------- | ---------- |
| Atílio Vivacqua PSD               | José Fortunato Ribeiro PSD   | -      | PSD (sem coligação) | 60.319  | 30,00%     |
| Henrique Novaes PSD               | Luís Tinoco PSD              | -      | PSD (sem coligação) | 57.776  | 28,74%     |
| Lourival de Almeida UDN           | Não havia -                  | -      | UDN (sem coligação) | 25.442  | 12,66%     |
| Jerônimo Monteiro Filho UDN       | Não havia -                  | -      | UDN (sem coligação) | 20.828  | 10,36%     |
| Getúlio Vargas PTB                | Não havia -                  | -      | PTB (sem coligação) | 12.028  | 5,98%      |
| Cícero de Morais PRD              | Não havia -                  | -      | PRD (sem coligação) | 6.589   | 3,28%      |
| Adolfo Monjardim PTB              | Não havia -                  | -      | PTB (sem coligação) | 6.208   | 3,09%      |
| Américo Coelho PRD                | Não havia -                  | -      | PRD (sem coligação) | 4.536   | 2,26%      |
| Luís Carlos Prestes PCB           | Não havia -                  | -      | PCB (sem coligação) | 3.866   | 1,92%      |
| Vespasiano Meireles PCB           | Não havia -                  | -      | PCB (sem coligação) | 3.444   | 1,71%      |

## Deputados federais eleitos
São relacionados os candidatos eleitos com informações complementares da Câmara dos Deputados.

Representação eleita
  PSD: 6
  UDN: 1

Fonteː
| Deputados federais eleitos | Partido | Votação | Percentual | Cidade onde nasceu      | Unidade federativa |
| Ari Viana                  | PSD     | 14.745  |            | Cachoeiro de Itapemirim | Espírito Santo     |
| Carlos Lindenberg          | PSD     | 12.758  |            | Cachoeiro de Itapemirim | Espírito Santo     |
| Eurico Sales               | PSD     | 9.019   |            | Vitória                 | Espírito Santo     |
| Vieira de Rezende          | PSD     | 8.192   |            | Cataguases              | Minas Gerais       |
| Álvaro Castelo             | PSD     | 8.181   |            | Serra                   | Espírito Santo     |
| Asdrúbal Soares            | PSD     | 8.060   |            | Piúma                   | Espírito Santo     |
| Luís Cláudio               | UDN     | 4.900   |            | Serra                   | Espírito Santo     |